# لیکوآلا اربیکولاریس
لیکوآلا اربیکولاریس(نام علمی: Licuala orbicularis) نام یک گونه از تیره نخل است.